# Фарзой

Тамга Фарзоя

Фарзой (грец. ΦΑΡΖΟΙΟΥ) (після 49р. — до 82р.) — династ аорсів, відомий виключно з нумізматичних джерел, а саме ольвійських монет декількох емісій, які датовано 60-70 рр.
Недостатність доказової бази певний час не давала можливості для остаточного визначення етнічної належності Фарзоя. Після знахідки декрету у Мангупі, це питання було остаточно вирішено на користь аорсів.
Наразі превалює думка, що державне утворення аорсів — Аорсія, було засноване Фарзоєм у сер. та нижн. межиріччі Дністра та Пруту близько 60-62 рр. Щодо часу виникнення Аорсії показовим є наступне: 
| «… можна зробити висновок, що три перші емісії Фарзоя — статери, „важкі“ та „легкі“ ауреуси — становлять низку близьких за часом карбування послідовних випусків, що групуються навколо 64 р. н. е. — дати проведення грошової реформи у Римі… наявність двох таких дат (7 і 8) на статерах Фарзоя зміцнює гіпотезу, що на зазначених монетах відзначалися роки правління Фарзоя …»[5] |
Ймовірно, Аорсія виступала як спільник імперії, а її царі — як протектори Ольвії (у згаданому вище Мангупському декреті серед дій, що зробила вшанована особа, згадано і подорож до найвеличніших царів Аорсії (грец. "τους μεγίστους της ‘Αορσίας βασιλειας")).
Наявність близьких фарзоєвським тамг на території сіракського об'єднання у Прикубанні може бути пояснено як результат війни 49 р., у якій можливим попередником Фарзоя Евноном було започатковано римо-аорський союз. Загальновизнаним є факт того, що Фарзою наслідував Інісмей.
Одна з можливих етимологій:
грец. Φαρζοας < аорс. *faršā < п.ір. *hvaršā — герой, добрий чоловік.

## Інші відомі на сьогодення згадки цього імені та історичні персони з даним ім'ям
Ім'я, поширене у Ольвії наприкінці І-ІІ ст.:
- грец. Φαρζοας[9][6]
- грец. Φαρζηου[10]